# Kervignac
Kervignac (in bretone: Kervignag) è un comune francese di 5 954 abitanti situato nel dipartimento del Morbihan nella regione della Bretagna.

## Società

### Evoluzione demografica
Abitanti censiti